# Cư Đăng Vương
Cư Đăng Vương, là vị vua của thành bang Kim Quan Già Da và là thủ lĩnh trong liên minh Già Da, một liên minh tồn tại trên thung lũng sông Nakdong tại Triều Tiên vào thời Tam Quốc. Truyền thuyết kể rằng ông là con trai của Thủ Lộ Vương (Suro) và vương hậu Hứa Hoàng Ngọc (Heo Hwang-ok). Truyền thuyết cũng nói rằng họ có 10 người con trai. Cư Đăng Vương kết hôn với Mộ Trinh (Mojong) phu nhân.